# Секс без перерыва
«Секс без перерыва» — песня советской и российской рэп-группы «Мальчишник» с их дебютного альбома «Поговорим о сексе». Была написана Андреем «Дельфином» Лысиковым на музыку Павла «Мутабора» Галкина в конце 1991 года. Является самой известной песней группы.

## О песне
Песня представляет собой историю о том, как три молодых человека (прототипы самих участников группы — Дельфин, Мутабор и Дэн) познакомились с девушкой и склонили её к сексу.
По словам Дельфина, текст песни был написан им на второй полке в поезде во время возвращения группы с какого-то брейк-данс-фестиваля. Вернувшись в Москву, участники группы сразу же её записали на студии, где Мутабор подобрал нужную музыку. По словам Дельфина, песня была записана зимой. Однако, по словам продюсера группы, Адамова, припев к ней был придуман ещё раньше: во время перекура Дельфина и Алексея Адамова в разгар событий августовского путча, когда танки колоннами двигались в сторону центра города.
В основе музыки лежит семпл из композиции «The Champ» группы The Mohawks 1968 года.
Впервые песня была издана под именем «Секс» на дебютном альбоме группы в марте 1992 года.
15 марта 1992 года в программе «50/50» на «1-м канале Останкино» показали выступление группы «Мальчишник» с песней «Секс без перерыва», снятое осенью 1991 года. Это был скандал, после которого уволили выпускающего редактора программы, а группу занесли в чёрные списки на всех государственных радиостанциях и телеканалах. 20 марта группа выступила в телешоу «50/50» с песнями «Сестра», «Секс без перерыва» и «Танцы» на малой спортивной арене Олимпийского комплекса «Лужники». Песню «Секс без перерыва» группе запретили, но «Дельфин» исполнил её живьём под битбокс «Мутабора».

## Видеоклип

Кадр из видеоклипа

Видеоклип на песню снял клипмейкер Михаил Хлебородов вместе с оператором Михаилом Мукасеем в конце марта 1992 года. По словам Хлебородова, это был пятый по счёту видеоклип, который делала его фирма RED — Video. За его создание продюсер группы, Алексей Адамов, расплатился модными в то время радиотелефонами фирмы Panasonic и микроволновыми печами. Премьера видеоклипа состоялась 11 мая 1992 года в телепередаче «Афиша» по Московской программе, где вещание в то время осуществлял частный канал «2x2». Спустя какое-то время клип показали по японскому телевидению. По словам Дельфина, видео полностью не соответствует аудиотреку и сделано в холодных и мрачных тонах, в то время как участники группы представляли себе пляж и веселье в качестве визуализации к треку.

## Критика
Резко негативная оценка была дана песне «Секс без перерыва» в статье 1992 года в журнале «Журналист» с критикой освещения темы секса в СМИ, подробно разобрав показ клипа в передаче «50x50» 15 марта 1992 года:

Незачем тратить время на охмурение баб словесно-цветочной мишурой, вести их к постели окольными путями, через совместное любование пейзажами и слушание птичек! Любовную прелюдию взяли на себя незакомплексованные журналисты хорошо, по-крупному озабоченные поэты-песенники, вездесущий порнобизнес. Хотя бы с позиций «Теле-шоу 50x50». Эта передача не терпит ханжеских недомолвок, потому что её аудитория — начинающие любовники школьного возраста, которые зачастую в техническом отношении не на высоте. Ведущие передачи Ксения Стриж и Алексей Веселкин, ликвидирующие их секснеграмотность на живых, доходчивых сценках. К примеру, 15 марта сего года они даже сымитировали одну из поз — когда, прошу прощения, партнер находится сзади. Демонстрация прошла весело и непринужденно. Получилось нечто среднее между любовной утехой и танцем — думаю, до каждого школьника дошло, что вступать в интимные отношения так же просто, как и пуститься в танец. А для тех, до кого не дошло, группа «Мальчишник» окончательно разжевала мысль: «Секс, секс, как это мило, секс, секс, без перерыва…». Конечно, без перерыва не каждый может, тем более школьник, привыкший к переменкам. Но песня, как говорится, и школьникам строить и ЖИТЬ помогает. Нынче трахнуться — все равно что стрельнуть сигаретку. Самое время в букварях по аналогии с присказкой о рабах концептуально сформулировать: «Мы не трахаемся по любви. По любви не трахаемся мы».

### Ретроспектива
В 1997 году Олег Смолин связывал появление песни «Секс без перерыва» с запущенной в годы перестройки программой по половому воспитанию школьников, сводящуюся, однако, к элементарным технологиям секса и умению пользоваться презервативами.
В 2002 году Леонид Попов и Любовь Аркус в своей книге «Новейшая история отечественного кино: 1992—1996» написали, что темы песен про секс — «Груди, груди», «Порнография», «Секс без перерыва» — рассчитаны на эпатаж и обеспечивают интерес молодёжи, которую уже тошнит от «белых роз» и «юбочек из плюша».
В 2005 году М. А. Литовская заметила, что в 1991 году с развалом СССР в песенном творчестве образовалась тенденция негативно изображать традиционные семейные ценности, и в текстах стали преобладать ситуации насилия, эгоцентристского поведения в семье, незарегистрированных отношений, иногда нетрадиционной ориентации:

Это связано со своеобразной сексуальной революцией 1990-х, которая отрицала прежние формы сексуальных отношений, протестовала против традиционных советских запретов и предлагала взамен новые идеалы (упрощенно они были выражены в словах популярной в начале 1990-х поп-группы: «Секс, секс — как это мило, секс, секс без перерыва!»).
В 2008 году рэпер Серёга исполнил песню в рамках музыкальной программы «5 песен на Пятом» на «Пятом канале».
В 2020 году редактор сетевого издания газеты «Комсомольская правда», Назар Белых, назвал трек «Секс без перерыва» народным хитом.

### Рейтинги
- В 2011 году журнал «Афиша» поместил песню «Секс без перерыва» в список «99 русских хитов» за последние 20 лет[3].
- В 2015 году редактор английского интернет-издания The Calvert Journal, Ольга Корсун, поместила песню «Секс без перерыва» в список «10 music videos that were huge in 90s Russia»[20].
- В 2017 году редактор английского интернет-издания Highsnobiety, Анастасия Фёдорова, поместила песню «Секс без перерыва» в список «A Brief, Untold History of Russian Rap»[21].
- В 2017 году песня «Секс без перерыва» группы «Мальчишник» вошла в список «История русского рэпа в 15 важнейших треках» компании «Союз»[22].
- В 2021 году музыкальный журналист Александр Горбачёв поместил песню «Секс без перерыва» в свою книгу «Не надо стесняться. История постсоветской поп-музыки в 169 песнях. 1991—2021»[1].

## Пародии
- 1992 — «Непоседы» — «Жвачка» (пародия на песню «Секс без перерыва», солист: Влад Топалов)[23].
- 1994 — «Оба-На!». Это был скетч о том, какой была бы группа 50 лет спустя. «Дельфина», «Мутабора» и «Дэна» сыграли Игорь Угольников, Вячеслав Гришечкин и Михаил Церишенко[24].
- 2007 — «Наша Russia». Сезон 3, выпуск 12: Иван Дулин и Михалыч — «Рэп Дулина»[25].

## Песня в альбомах «Мальчишника»
- 1992 — Мальчишник '92 (Студия «Союз») (аудиокассета)
- 1992 — Поговорим о сексе (ЗеКо Рекордс) (винил, аудиокассета)
- 1993 — Мисс большая грудь (RDM) (компакт-диск)

Чарты и ротации
По данным интернет-проекта Moskva.FM, песня «Секс без перерыва» является самым популярным треком группы на радио, который за семь лет с 2008 по 2015 год прослушали тридцать тысяч раз.